# Святые горы (национальный парк)
Национальный природный парк «Святые горы» (укр. «Святі Гори») — национальный природный парк, расположенный в северной части Донецкой области Украины, в Краматорском и Бахмутском районах. Создан 13 февраля 1997 года Указом Президента Украины № 135/97, расширен 22 января 2010.
Парк в основном протянулся вдоль левого берега реки Северский Донец с большими выступами на правом берегу.
В результате военных действий пострадало около 80 % территории парка. При разминировании территории в лесу находят десятки снарядов ежедневно. По оценкам экологов, на восстановление выгоревшего леса могут уйти десятилетия.

## Природное значение

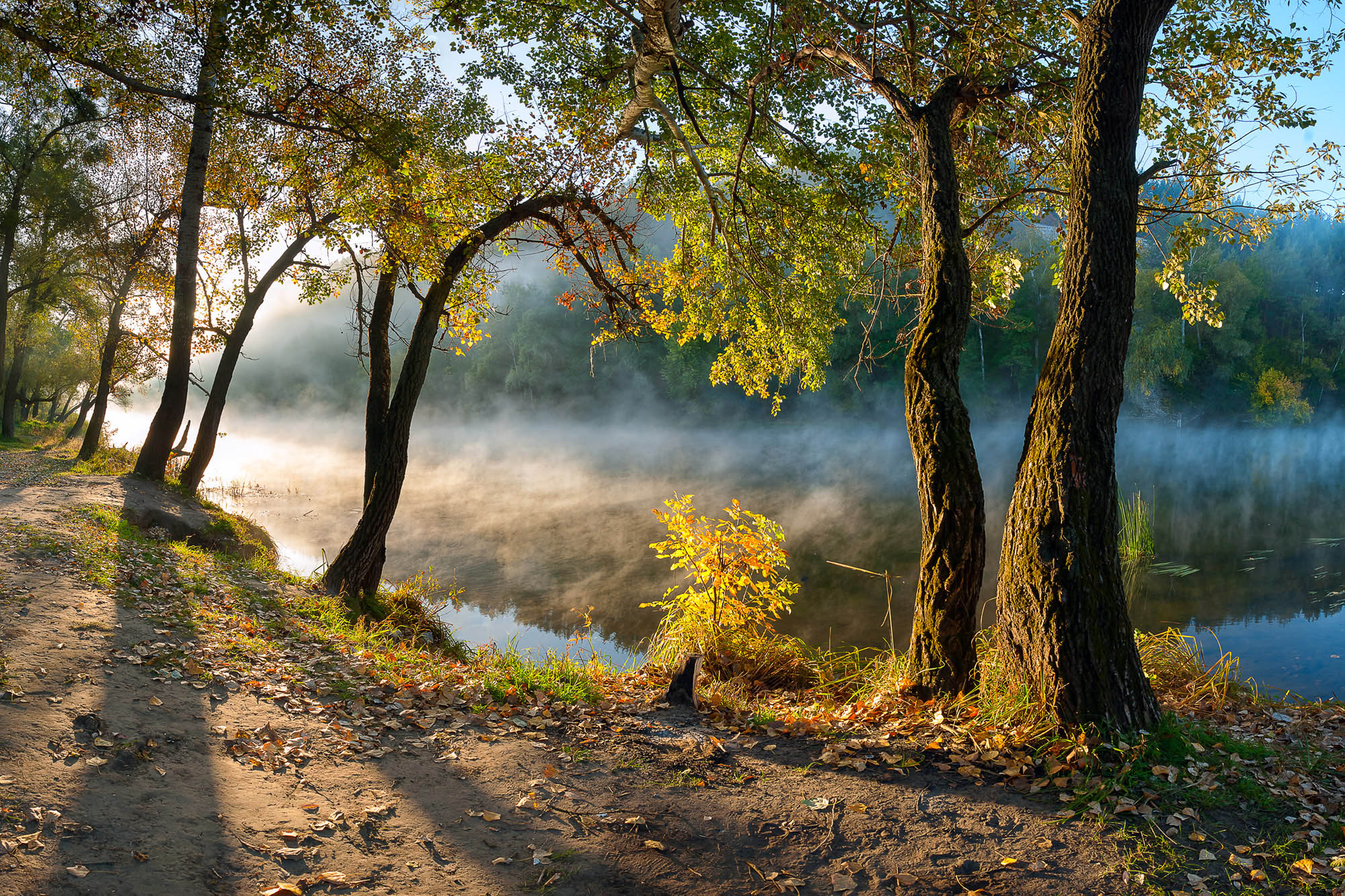
Утро в «Святых горах»

В парке находятся меловые горы, на которых сохранились редкие растения древности, например, сосна меловая, сохранившаяся с доледникового периода.
В 2008 году меловые горы (Святые горы) на территории национального природного парка «Святые горы» попали в Top-100 всеукраинского конкурса «Семь природных чудес Украины».
Общая площадь парка — 40589 га, из них в собственности парка находится 11878 га.
Флора: общее количество видов растений, произрастающих на территории парка — 943, из них 48 занесены в Красную книгу Украины. Охраняется растительность долины реки Северский Донец: реликтовые боры сосны меловой, реликтовые и эндемические растительные группировки на отслоениях мела, байрачные леса, степи, луговая и болотная растительность заплав. Флора насчитывает 20 эндемических видов.
Фауна: на территории парка живут 256 видов животных, из них 50 занесены в Красную книгу Украины. Фауна насчитывает 43 вида млекопитающих, 194 — птиц, 10 — пресмыкающихся, 9 — земноводных, 40 — рыб.

## Историческое значение
На территории парка находится 129 объектов археологии (от палеолита до средневековья) и 73 памятника истории.
В 1980 году на территории бывшего Свято-Успенского монастыря был основан Святогорский государственный историко-архитектурный заповедник.
Основу комплекса памятников заповедника составляет — Свято-Успенская Святогорская лавра (основана в XIII — XVI веках, статус лавры получила в 2005 году), расположенная на скалистом правом берегу Северского Донца.
К комплексу исторических памятников также относится монументальная скульптура Артёма работы И. П. Кавалеридзе. Рядом с памятником находится Мемориал Великой Отечественной войны. Также к заповеднику относится Дуб Камышева — дуб-памятник Герою Советского Союза, гвардии лейтенанту Владимиру Камышеву.
В 2011 году к территории заповедника добавлено, с целью восстановления, место, где ранее находилась так называемая «Дача Потёмкиных».
На территории парка построены шоссейные и железные дороги, расположен ряд населённых пунктов (в том числе — город Святогорск). С юга к территории парка примыкает город Славянск.

## Состав
В состав Национального природного парка «Святые горы» включены следующие памятники природы и заказники:
- «Маяцкая дача» — самый крупный в Донецкой области дубравный массив! Ботанический памятник природы общегосударственного значения.
- «Пойма-1» — пойменный дубовый лес, лесной заказник местного значения площадью 590 га.
- Урочище «Сосна» — сосновые насаждения искусственного происхождения, возрастом более 50 лет, лесной заказник местного значения площадью 527 га.
- Памятник природы «600-летний дуб». Немного выше Лавры по течению Донца, на левом берегу, есть участок 200 — 300-летних дубов. Большинство из них достигает высоты 25 м и диаметра около 80 см, а некоторые деревья доходят в поперечнике до полутора метров. Здесь же, на одной из опушек, растет 600-летний дуб, самый старый на востоке Украины. Его параметры: высота — 29 метров, диаметр — около 2 метров, обхват ствола — 6,3 метра.
- Дендропарк Маяцкого лесничества
- Заказник «Ландыш» — лес в пойме реки Северский Донец, на которой произрастает ландыш майский, ботанический заказник местного значения площадью 43 га.
- Заказник «Чёрный Жеребец» — место произрастания черноольшанников по реке Чёрный Жеребец, общезоологический заказник местного значения площадью 223 га.
- «Чернецкое» — ландшафтный заказник местного значения площадью 197 га. На территории находятся сосновые насаждения искусственного и дубовые насаждения естественного происхождения.
- Озеро Чернецкое — гидрологический памятник природы местного значения.
- Болото Мартыненково — орнитологический заказник местного значения.
- Подпесочное — ландшафтный заказник местного значения: вокруг озера Подпесочное находятся сосновые и дубовые высокобонитетные насаждения. Площадь — 197 га.

В г. Святогорске:
- «Сосновые насаждения» — ландшафтный заказник местного значения, сосновые насаждения вокруг Святогорска, возрастом до 120 лет. Площадь заказника — 686 га. В 2012 году на 19 сессии Донецкий областной совет рассматривался вопрос об отмене статуса заказника.[3]
- памятник природы «Тополь»